# FileZilla Server
FileZilla Server – serwer FTP, rozpowszechniany na licencji GPL.

## Opis
FileZilla Server dostępny jest dla systemu operacyjnego Microsoft Windows. Wersja 0.9.42 była ostatnią działająca pod Windows XP. Od wersji 0.9.38 działa również z IPv6.
Obsługuje dwa protokoły komunikacyjne:
- FTP,
- FTPS (FTP over SSL/TLS),

natomiast nie obsługuje rzadko spotykanego protokołu
- FTP over SSH,

ani też, w odróżnieniu od FileZilli – klienta FTP, nie obsługuje
- SFTP (SSH File Transfer Protocol).